# البحرين في بطولة العالم للرياضات المائية 2013
البحرين تنافست في بطولة العالم للرياضات المائية 2013 التي أقيمت في برشلونة بإسبانيا من 19 يوليو إلى 4 أغسطس 2013.

## السباحة
حقق سباحو البحرين المعايير المؤهلة في الأحداث التالية (بحد أقصى سباحين في كل مسابقة من المعيار أ وسباح في كل مسابقة من المعيار ب):

### الرجال
| السباح      | المسابقة      | التصفيات | التصفيات | النصف النهائي | النصف النهائي | النهائي  | النهائي  |
| السباح      | المسابقة      | الوقت    | الترتيب  | الوقت         | الترتيب       | الوقت    | الترتيب  |
| ----------- | ------------- | -------- | -------- | ------------- | ------------- | -------- | -------- |
| خالد بابا   | 400 متر حرة   | 4:29.94  | 48       | —             | —             | لم يتأهل | لم يتأهل |
| خالد بابا   | 200 متر فراشة | 2:20.23  | 33       | لم يتأهل      | لم يتأهل      | لم يتأهل | لم يتأهل |
| فرحان سلطان | 50 متر حرة    | 25.39    | 69       | لم يتأهل      | لم يتأهل      | لم يتأهل | لم يتأهل |
| فرحان سلطان | 100 متر حرة   | 55.49    | 71       | لم يتأهل      | لم يتأهل      | لم يتأهل | لم يتأهل |
| فرحان سلطان | 100 متر ظهر   | 1:05.67  | 52       | لم يتأهل      | لم يتأهل      | لم يتأهل | لم يتأهل |

### السيدات
| السباحة       | المسابقة    | التصفيات | التصفيات | النصف النهائي | النصف النهائي | النهائي  | النهائي  |
| السباحة       | المسابقة    | الوقت    | الترتيب  | الوقت         | الترتيب       | الوقت    | الترتيب  |
| ------------- | ----------- | -------- | -------- | ------------- | ------------- | -------- | -------- |
| سميرة البيطار | 50 متر حرة  | 29.88    | 67       | لم تتأهل      | لم تتأهل      | لم تتأهل | لم تتأهل |
| سميرة البيطار | 100 متر حرة | 1:05.32  | 63       | لم تتأهل      | لم تتأهل      | لم تتأهل | لم تتأهل |